# Valve Proton
Proton — программное обеспечение, которое позволяет программам, разработанным для Microsoft Windows, работать в операционных системах семейства Linux. Proton разработан Valve и является форком Wine. Он включает в себя множество патчей и дополнительных библиотек для улучшения производительности и совместимости с играми Windows. Сам Proton предназначен для интеграции в клиент Steam как «Steam Play», что обеспечивает бесперебойную работу Windows-игр и программного обеспечения в Steam, но его можно использовать как отдельное приложение.
Входящие в Proton компоненты распространяются под разными свободными лицензиями, в том числе: GPL, LGPL, MIT, лицензия zlib/libpng, SIL Open Font License, freeware и другие.

## Описание
Proton был первоначально выпущен 21 августа 2018 года. После его выпуска Valve анонсировала список из 27 игр, которые были протестированы и сертифицированы для работы, как у их родных аналогов на Windows, не требующей настройки от пользователя. Список включал такие игры, как Doom (2016), Quake, S.T.A.L.K.E.R.: Тень Чернобыля.
Возможности, которые предоставляет Proton, включают:
- Запуск Windows-игр в Linux-клиенте Steam напрямую, включая полноценную поддержку Steamworks и OpenVR;
- Реализации DirectX 9, 10, 11 (на базе DXVK) и DirectX 12 (на базе vkd3d-proton), работающие через трансляцию вызовов DirectX в API Vulkan, что позволяет снизить негативное влияние на производительность и улучшить совместимость с играми;
- Улучшенная поддержка полноэкранного режима: игры, которые не поддерживают родное разрешение, будут автоматически растянуты на весь экран;
- Улучшена поддержка игровых контроллеров: игры теперь должны работать со всеми устройствами, которые знает Steam;
- Значительно увеличена производительность многопоточных игр по сравнению с оригинальным Wine (задействован набор патчей esync для улучшения поддержки многопоточных приложений в Wine);
- Поддержка античитов с помощью Proton EasyAntiCheat Runtime и Proton BattlEye Runtime;
- Игры и приложения запускаются в контейнерах Steam Linux Runtime.

## ProtonDB
ProtonDB — неофициальный web-сайт, который собирает и отображает информацию о качестве поддержки совместимости при помощи Proton.
Шкала оценки состоит из 6 пунктов:
- Native — игра не требует Proton для запуска, либо требует, но поддержка Proton игрой официальная.
- Platinum — игра идеально работает без необходимости произведения дополнительной настройки окружения запуска.
- Gold — игра работает без проблем, но для запуска необходимы «minor tweaks» — небольшие изменения настроек операционной системы, окружения или конфигурации Proton.
- Silver — игра работает, но зафиксированы мелкие проблемы, которые не нарушают игровой процесс.
- Bronze — игра работает, но зафиксированы аварийные отказы или же иные серьёзные проблемы, которые нарушают игровой процесс.
- Borked — игра не запускается или же имеют место ошибки, делающие игру непроходимой.

Наполнение данными осуществляется за счет предоставления отчетов пользователями на добровольной основе.
Согласно статистике ProtonDB 78 % игр среди 1000 самых популярных в Steam имеют рейтинг Gold или выше (по состоянию на 1 января 2022 года).